# 文德恩
馬丁·溫特科恩（德語：Martin Winterkorn，1947年5月24日—），漢名文德恩，是一名德国前企业家。曾任大眾汽車集團母公司大眾汽車公司董事會主席（CEO，德語為 Vorstandsvorsitzender），以及奧迪監事會主席，及 Porsche Automobil Holding SE 管理委員會主席。
他於2007年接替 Bernd Pischetsrieder 擔任大眾汽車公司首席執行官。在此之前，他曾擔任大眾汽車集團子公司奧迪公司的管理委員會主席。2015年9月23日從大眾汽車公司辭職，幾天前，該公司的柴油車排放作弊醜聞被曝光。2015年11月11日，在大眾汽油發動機相關醜聞的更多信息被披露後，他辭去了奧迪董事長一職。2003年2月22日至2018年12月18日期間擔任德國足球俱樂部拜仁慕尼黑的監事會成員。文德恩因奧迪與拜仁之間的成功合作而受到讚譽。2018年5月3日在美國因排放作弊醜聞被刑事起訴，罪名是欺詐和共謀。2019年4月，他在德國因詐騙罪被刑事起訴。他目前是美國的一名逃犯，被美國環保局以共謀詐騙美國、共謀電匯欺詐、共謀違反清潔空氣法和電匯欺詐三項罪名通緝。

## 生平

### 職業生涯
自2007年1月至2015年9月就任大众汽车股份公司CEO，并自2009年11月起兼任保时捷欧洲股份公司CEO。
福斯醜聞事件
因公司深陷排放欺詐醜聞，文德恩于2015年9月23日正式宣布离开大众汽车集团。文德恩宣布辞职后，德国大众在美国上市股价上涨4.2%，在德国法兰克福上市股价上涨7%。
2019年4月15日，因排放欺詐醜聞被德国不伦瑞克检方起诉。2020年9月9日，德國不伦瑞克地方法院批准審判。